# 一氧化钋
一氧化钋，又称氧化钋(II)是一种无机化合物，化学式 PoO。它是钋的三种氧化物之一，另外两种分别是二氧化钋 (PoO2) 和 三氧化钋 (PoO3)。它是一种氧族元素互化物。

## 外观和制备
一氧化钋是一种黑色固体。它可以由亚硫酸钋 (PoSO3) 和亚硒酸钋 (PoSeO3)辐解而成。

## 化学性质
当接触到氧气或水时，一氧化钋和它对应的氢氧化物， 氢氧化钋(II)，化学式 Po(OH)2，都会迅速被氧化成 Po(IV)。